# Giuseppe Sinopoli
Giuseppe Sinopoli (Venècia el 2 de novembre de 1946 - Berlín el 20 d'abril de 2001) fou un compositor i director d'orquestra italià. Un dels més controvertits directors d'orquestra de l'última meitat del segle XX amb notables contribucions en interpretacions de Strauss, Mahler, Bruckner, Brahms, Schumann, Wagner i Verdi, els seus interessos es van estendre a la psicoanàlisi, la filosofia i l'arqueologia.

## Biografia
Al costat dels seus estudis de música (a Messina, després a Venècia), fa estudis de medicina, de psiquiatria i d'antropologia a la universitat de Pàdua. Estudia composició a Darmstadt a György Ligeti i Karlheinz Stockhausen, després a Siena amb Franco Donatoni i Bruno Maderna. Estudia també direcció d'orquestra a Viena a Hans Swarowsky, mestre igualment de Claudio Abbado i de Zubin Mehta.
En els anys 1970, Sinopoli és sobretot considerat com a compositor i com a especialista de la música contemporània, sobretot amb la fundació el 1975 del Conjunt Bruno Maderna, consagrat a la música d'avantguarda. Les primeres de les seves obres que atreuen l'atenció del públic són la Simfonia imaginària (1973), el Concert per a piano (1974-1975), Tomba d'Armor I (1975), II (1977) i III (1978). La seva òpera en dos actes Lou Salomé, sobre un llibret de Karl Dietrich Gräwe, que descriu la història de l'amiga de Friedrich Nietzsche, fou estrenada a la Staatsoper de Múnic el 10 de maig de 1981 sota la seva direcció.
A partir de 1978, tanmateix, es dedica cada vegada més a la direcció: en principi el repertori clàssic, amb les òperes de Giuseppe Verdi a Venècia, després el repertori simfònic d'Anton Bruckner, de Gustav Mahler i de Richard Strauss, compositor amb el qual cultivà afinitats cada vegada més grans (les seves gravacions de les obres de Strauss, realitzats principalment amb Deutsche Grammophon, són molt importants: desafien en excel·lència, i de vegades superen els de Georg Solti que gravava per a Decca Records).
D'una manera fulgurant, fenomen al capdavall bastant rar en tota la història de la direcció d'orquestra, en a penes dos decennis de plena activitat, de 1981 a 2001, Sinopoli ha treballat amb totes orquestres les més prestigioses: Deutsche Oper de Berlín, Teatro a la Scala de Milà, Wiener Philharmoniker de Viena, Royal Opera de Londres, Philarmonic Metropolitan Opera de New York. Ha estat sobretot al capdavant de l'Orquestra Philharmonia de Londres, de l'Accademia nazionale di Santa Cecilia de Roma i de la Staatskapelle de Dresde de 1992 a 2001.
Va enregistrar una seixantena de discs amb Deutsche Grammophon.